# 细茎豇豆
细茎豇豆（学名：Vigna gracilicaulis）为豆科豇豆屬下的一个种。

## 扩展阅读
- 維基物種上的相關：细茎豇豆